# Omloop Het Volk 2001
L'Omloop Het Volk 2001, cinquantacinquesima edizione della corsa, si svolse il 3 marzo per un percorso di 200 km, con partenza a Gent ed arrivo a Lokeren. Fu vinto dall'italiano Michele Bartoli della squadra Mapei-Quick Step davanti al belga Hendrik Van Dyck e all'olandese Matthé Pronk.

## Ordine d'arrivo (Top 10)
| Pos. | Corridore          | Squadra                 | Tempo    |
| ---- | ------------------ | ----------------------- | -------- |
| 1    | Michele Bartoli    | Mapei-Quick Step        | 4h52'00" |
| 2    | Hendrik Van Dyck   | Lotto-Adecco            | s.t.     |
| 3    | Matthé Pronk       | Rabobank                | s.t.     |
| 4    | Arvis Piziks       | CSC-World Online        | s.t.     |
| 5    | Fabien De Waele    | Lotto-Adecco            | s.t.     |
| 6    | Daniele Nardello   | Mapei-Quick Step        | s.t.     |
| 7    | Maarten den Bakker | Rabobank                | s.t.     |
| 8    | Paul Van Hyfte     | Lotto-Adecco            | a 18"    |
| 9    | Didier Rous        | Bonjour                 | a 2'15"  |
| 10   | Pieter Vries       | Bankgiroloterij-Batavus | a 2'58"  |